# Ievgueni Gorodov
Ievgueni Aleksandrovitch Gorodov (en russe : Евгений Александрович Городов), né le 13 décembre 1985 à Barnaoul en URSS (RSFS de Russie), est un footballeur professionnel russe, évoluant au poste de gardien de but.

## Biographie
Ievgueni Gorodov commence le football en 1992 dans le club de sa ville natale, le Dinamo Barnaoul, et y devient professionnel en 2004, en étant intégré dans l'équipe première. Il fait ses débuts sous ces couleurs le 16 octobre 2004 face au Chakhtior Prokopievsk (en) dans le cadre de la troisième division. Il effectue ensuite une douzaine d'apparitions l'année suivante.
Recruté en 2006 par le Tom Tomsk, il passe la majeure partie de la saison avec l'équipe réserve, bien qu'il fasse ses débuts en équipe première le 20 septembre 2006, en Coupe de Russie face au Dinamo Kirov pour une victoire 2-1 ; ce qui s'avère être son seul et unique match pour le club sibérien. Inutilisé lors de la saison 2007, il enchaîne trois saisons en prêt dans la deuxième division, d'abord à Barnaoul puis au FK Tchita et au Chinnik Iaroslavl entre 2008 et 2010.
Gorodov rejoint le FK Krasnodar en fin d'année 2010 et découvre sous ces couleurs la première division en jouant 23 rencontres de championnat lors de la saison 2011-2012 tandis que le club termine en neuvième position. Concurrencé par la suite par Andreï Sinitsyne et Aleksandr Filtsov (en), il ne joue pas le moindre match au cours de l'exercice suivant et s'en va finalement pour le Terek Grozny au mois de juin 2013. S'y imposant comme titulaire régulier à partir de la saison 2015-2016, il effectue en tout 146 apparitions avec le club tchétchène entre 2013 et 2020.
Le 5 août 2020, après sept saisons passées à Grozny, Gorodov fait son retour au FK Krasnodar où il signe un contrat de deux ans. Il y joue quelques mois plus tard le premier match de sa carrière en Ligue des champions à l'âge de 34 ans contre le Séville FC pour une défaite 1‑2 à domicile le 24 novembre 2020. Il quitte le club à l'issue de son contrat en juillet 2022.

## Statistiques
| Saison                | Club                     | Championnat           | Championnat | Championnat | Coupe(s) nationale(s) | Coupe(s) nationale(s) | Compétition(s) continentale(s) | Compétition(s) continentale(s) | Compétition(s) continentale(s) | Total | Total |
| Saison                | Club                     | Division              | M.          | B.          | M.                    | B.                    | Comp.                          | M.                             | B.                             | M.    | B.    |
| 2004                  | Dinamo Barnaoul          | D3                    | 1           | 0           | -                     | -                     | -                              | -                              | -                              | 1     | 0     |
| 2005                  | Dinamo Barnaoul          | D3                    | 10          | 0           | 2                     | 0                     | -                              | -                              | -                              | 12    | 0     |
| 2006                  | Tom Tomsk                | D1                    | -           | -           | 1                     | 0                     | -                              | -                              | -                              | 1     | 0     |
| 2007                  | Tom Tomsk                | D1                    | -           | -           | -                     | -                     | -                              | -                              | -                              | 0     | 0     |
| 2008                  | Dinamo Barnaoul (prêt)   | D2                    | 16          | 0           | -                     | -                     | -                              | -                              | -                              | 16    | 0     |
| 2009                  | FK Tchita (prêt)         | D2                    | 24          | 0           | -                     | -                     | -                              | -                              | -                              | 24    | 0     |
| 2010                  | Chinnik Iaroslavl (prêt) | D2                    | 38          | 0           | 1                     | 0                     | -                              | -                              | -                              | 39    | 0     |
| 2011-2012             | FK Krasnodar             | D1                    | 23          | 0           | 3                     | 0                     | -                              | -                              | -                              | 26    | 0     |
| 2012-2013             | FK Krasnodar             | D1                    | -           | -           | -                     | -                     | -                              | -                              | -                              | 0     | 0     |
| Sous-total            | Sous-total               | Sous-total            | 112         | 0           | 7                     | 0                     | -                              | -                              | -                              | 119   | 0     |
| 2013-2014             | Terek Grozny             | D1                    | 11          | 0           | -                     | -                     | -                              | -                              | -                              | 11    | 0     |
| 2014-2015             | Terek Grozny             | D1                    | 2           | 0           | 1                     | 0                     | -                              | -                              | -                              | 3     | 0     |
| 2015-2016             | Terek Grozny             | D1                    | 22          | 0           | 2                     | 0                     | -                              | -                              | -                              | 24    | 0     |
| 2016-2017             | Terek Grozny             | D1                    | 28          | 0           | 2                     | 0                     | -                              | -                              | -                              | 30    | 0     |
| 2017-2018             | Akhmat Grozny            | D1                    | 20          | 0           | 1                     | 0                     | -                              | -                              | -                              | 21    | 0     |
| 2018-2019             | Akhmat Grozny            | D1                    | 29          | 0           | -                     | -                     | -                              | -                              | -                              | 29    | 0     |
| 2019-2020             | Akhmat Grozny            | D1                    | 25          | 0           | 3                     | 0                     | -                              | -                              | -                              | 28    | 0     |
| Sous-total            | Sous-total               | Sous-total            | 137         | 0           | 9                     | 0                     | -                              | -                              | -                              | 146   | 0     |
| 2020-2021             | FK Krasnodar             | D1                    | 4           | 0           | 1                     | 0                     | C1+C3                          | 2+1                            | 0                              | 8     | 0     |
| 2021-2022             | FK Krasnodar             | D1                    | 1           | 0           | -                     | -                     | -                              | -                              | -                              | 1     | 0     |
| Total sur la carrière | Total sur la carrière    | Total sur la carrière | 254         | 0           | 17                    | 0                     | -                              | 3                              | 0                              | 274   | 0     |